# 成都天府国際空港
成都天府国際空港（せいとてんふこくさいくうこう、簡体字中国語: 成都天府国际机场、拼音: Chéngdū Tiānfǔ Guójì Jīchǎng）は中華人民共和国四川省簡陽市蘆葭鎮にある国際空港。成都市の南東約50キロメートルに位置しており、2021年6月27日に開港した。

## 概要
全長4,600m・3,800m・3,200mのILS装備の滑走路3本を有する、総面積52万平方メートルの国際空港である。成都市の中心から51km、簡陽市の中心から15km、資陽市の中心から25kmの位置にある。2つのターミナルを有し、将来的には最大4つのターミナル・6本の滑走路が設置できる。
成都双流国際空港は1938年の創立以来、多数の改修・拡張を繰り返してきたが、21世紀になり旅客数・飛行機の発着数がともに激増した。ターミナル・滑走路の増設にもかかわらず、空域の制限などももあり容量が限界に達したため、別の箇所に新規に空港を建設する必要にせまられ、成都天府国際空港が2016年5月、正式に起工した。
2021年7月に予定されていた2021年夏季ユニバーシアードの開催前に開港することを目標としており、2021年6月27日に開港した。成都双流国際空港に就航していた全ての国際線、一部の国内線を天府空港へ移転させた。
第1ターミナルは国際線・国内線の両方に対応し、地上4階・地下１階の31万8千平方メートル、年間1200万人の国内線旅客と600万人の国際線旅客に対応できる。
第2ターミナルは国内線専用で地上3階・地下1階の27万65百平方メートル、年間2200万人の旅客に対応可能である。

## 就航航空会社と就航地
2021年6月の開港後も、新型コロナウイルス感染症の影響により、成都双流国際空港に就航していた多くの定期便が運休、減便、経路変更となっている。
| 航空会社                   | 就航地 | ターミナル |
| -------------------------- | --- | ---------- |
| 四川航空                   | 香港、メルボルン、バンクーバー、カイロ、ローマ、大阪/関西、東京/成田、札幌/新千歳(2025年10月26日より運航再開予定)、カトマンズ、モスクワ/シェレメーチエヴォ、サンクトペテルブルク、シンガポール、ソウル/仁川、台北松山、バンコク/スワンナプーム、チェンマイ、プーケット、イスタンブール、アテネ(イスタンブール経由)(2025年夏期より就航予定)、ドバイ、ロサンゼルス、ホーチミン | T1         |
| 四川航空                   | 北海、北京首都、長春、長沙、常州、大理、大連、稲城、張家界、達州、敦煌、福州、贛州、甘孜、広州、桂林、ハイラル、杭州、ハルビン、合肥、フフホト、恵州、掲陽、済南、シーサンパンナ、カラマイ、コルラ、昆明、蘭州、ラサ、麗江、臨汾、隴南、呂梁、芒市、南京、南寧、南通、寧波、ニンティ、オルドス、普洱、青島、慶陽、瓊海、日照、三亜、上海浦東、瀋陽、石家荘、九寨黄龍、太原、天津、ウルムチ、文山、温州、武漢、蕪湖、武夷山、西寧、徐州、塩城、揚州、宜春、銀川、イーニン、義烏、玉林、湛江 | T2         |
| 四川航空                   | ブダペスト、デリー、ムンバイ | 貨物       |
| 中国国際航空               | パリ、フランクフルト、香港、ジャカルタ、カトマンズ、マニラ、シンガポール、ソウル/仁川、コロンボ、台北/桃園、バンコク/スワンナプーム、プーケット、ロンドン/ヒースロー | T1         |
| 中国国際航空               | アクス、北海、北京首都、長春、長沙、常州、大理、大連、稲城、張家界、東営、広州、桂林、ハミ、杭州、ハルビン、合肥、フフホト、阿壩、ホータン、台州、恵州、掲陽、シーサンパンナ、カラマイ、カシュガル、コルラ、昆明、クチャ、蘭州、ラサ、連雲港、麗江、臨沂、芒市、南昌、南京、南寧、南通、寧波、ニンティ、泉州、衢州、三亜、上海浦東、瀋陽、深圳、石河子、石家荘、九寨黄龍、太原、天津、ウルムチ、温州、武漢、廈門、西昌、西寧、煙台、銀川、イーニン、義烏、運城、湛江、珠海                 | T2         |
| 成都航空                   | サムイ島 | T1         |
| 成都航空                   | アクス、安慶、包頭、バヤンノール、北海、長沙、郴州、池州、張家界、達州、固原、海口、合肥、フフホト、黄山、井岡山、済南、済寧、蘭州、麗江、呂梁、南寧、韶関、石家荘、塔城、威海、廈門、西寧、塩城、遵義茅台 | T2         |
| 中国東方航空               | 大阪/関西、 プーケット | T1         |
| 中国東方航空               | 保山、北京大興、常徳、長沙、常州、大理、鄂州、広州、杭州、合肥、恵州、済南、昆明、蘭州、ラサ、臨滄、柳州、芒市、南昌、南京、寧波、青島、三亜、上海虹橋、上海浦東、シャングリラ、深圳、十堰、太原、騰沖、温州、武漢、無錫、廈門、西寧、宜昌、銀川、玉樹、珠海 | T2         |
| 長竜航空                   | タシュケント | T1         |
| 長竜航空                   | 杭州、菏沢、荊州、太原、トムシュク、襄陽、西寧、銀川 | T2         |
| 深圳航空                   | 香港 | T1         |
| 深圳航空                   | 北京首都、広州、合肥、麗江、南昌、南京、南寧、南通、泉州、深圳、太原、無錫、煙台 | T2         |
| 春秋航空                   | バンコク/スワンナプーム、プーケット | T1         |
| 春秋航空                   | 九江、蘭州、寧波、上海虹橋、石家荘、重慶仙女山、イーニン | T2         |
| 山東航空                   | 済南、景徳鎮、青島、廈門 | T2         |
| 山東航空                   | 大阪/関西、デリー | 貨物       |
| 中国南方航空               | 北京大興、長春、長沙、広州、海口、杭州、ハルビン、掲陽、カシュガル、コルラ、南寧、青島、三亜、上海虹橋、上海浦東、瀋陽、深圳、ウルムチ、武漢、西安、イーニン、鄭州、珠海 | T2         |
| 祥鵬航空                   | 贛州、海口、ハルビン、フフホト、済南、シーサンパンナ、昆明、ラサ、麗江、寧波、三亜、天津、ウルムチ、廈門、鄭州 | T2         |
| 華夏航空                   | アクス、包頭、長治、シーサンパンナ、南陽、石家荘、濰坊、烏海、忻州、延安 | T2         |
| 海南航空                   | 百色、北京首都、福州、広州、海口、三亜、上海浦東、深圳、ウルムチ、楡林 | T2         |
| 廈門航空                   | 北京大興、長沙、福州、杭州、青島、泉州、廈門 | T2         |
| 吉祥航空                   | 長沙、杭州、南京、上海虹橋、無錫 | T2         |
| 首都航空                   | 北京大興、広州、杭州、麗江、三亜 | T2         |
| 瑞麗航空                   | 大同、昆明、芒市、唐山、無錫 | T2         |
| 多彩貴州航空               | 淮安、台州、泉州、深圳、義烏 | T2         |
| 青島航空                   | 鄂州、合肥、青島、銀川、湛江 | T2         |
| 昆明航空                   | ハルビン、昆明、麗江、揚州 | T2         |
| 湖南航空                   | 長沙、昆明、煙台 | T2         |
| 天津航空                   | 杭州、天津、ウルムチ | T2         |
| ウルムチ航空               | ウルムチ、ホータン、カシュガル | T2         |
| 重慶航空                   | 深圳、武漢 | T2         |
| 奥凱航空                   | 長沙、天津 | T2         |
| 北部湾航空                 | 南寧、フフホト | T2         |
| 河北航空                   | 北京大興、石家荘 | T2         |
| 西部航空                   | 合肥、済南 | T2         |
| 江西航空                   | 南昌、鄭州 | T2         |
| 九元航空                   | 広州、三亜 | T2         |
| 桂林航空                   | 桂林 | T2         |
| キャセイ・パシフィック航空 | 香港 | T1         |
| マカオ航空                 | マカオ | T1         |
| チャイナエアライン         | 台北/桃園 | T1         |
| エバー航空                 | 台北/桃園 | T1         |
| アシアナ航空               | ソウル/仁川 | T1         |
| ベトジェットエア           | ハノイ | T1         |
| カンボジア・エアウェイズ   | プノンペン | T1         |
| タイ国際航空               | バンコク/スワンナプーム | T1         |
| タイ・エアアジア           | バンコク/ドンムアン | T1         |
| タイ・ライオンエア         | バンコク/ドンムアン | T1         |
| ラオス航空                 | ヴィエンチャン | T1         |
| エアアジア X               | クアラルンプール | T1         |
| シンガポール航空           | シンガポール | T1         |
| エチオピア航空             | アディスアベバ | T1         |

2023年7月現在

## アクセス
道路
成都市内方面へ天府国際空港高速（zh:成资渝高速公路）が建設された。
バス
成都東駅（东客站西广场）、金沙遺跡博物館などへの空港バスが運行されている。
地下鉄
成都軌道交通の成都地下鉄18号線が開港と同時に天府機場1号2号航站楼駅にも乗り入れ、成都南駅まで40分で結ぶ。成都地下鉄19号線も乗り入れ、双流国際空港との間を30分で結ぶ予定である。ターミナル3、4の開業の際には、天府機場3号4号航站楼駅も計画されている。
鉄道
成自高速鉄道の天府機場駅がターミナル1・2の直下に、2023年の完成を目指して建設中である。開通時には、成都・自貢・瀘州・宜賓の各都市から高速鉄道が乗り入れる予定である。